# Spohr Museum

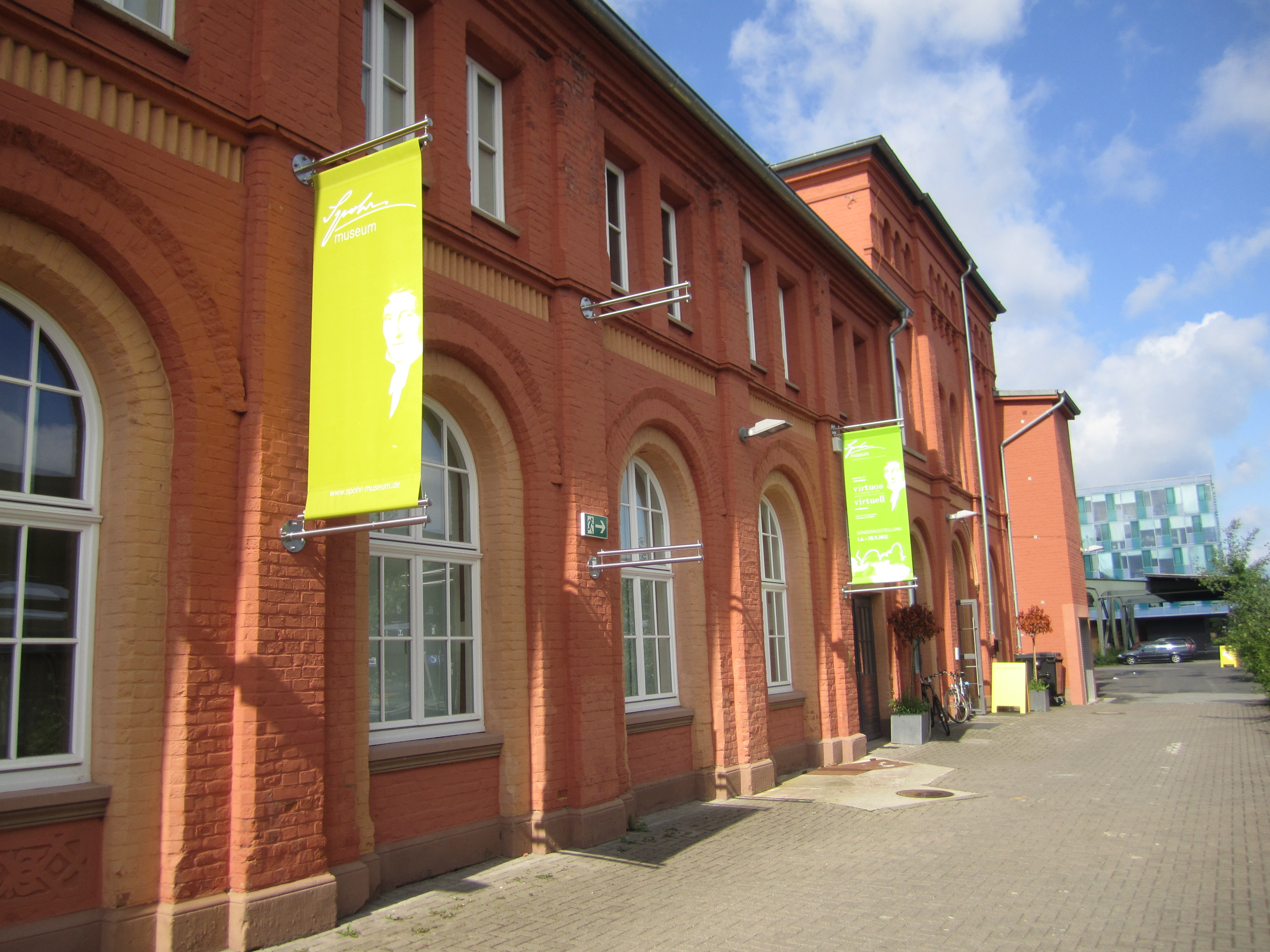
Das Museum befand sich von 2009 bis 2023 im Hauptbahnhof Kassel

Das Spohr Museum ist ein Museum in Kassel, das Leben und Werk des Komponisten, Geigers und Dirigenten Louis Spohr (1784–1859) präsentiert.
Es wird getragen von der Internationalen Louis Spohr Gesellschaft e. V. Es befand sich von 1959 bis 1977 in der Murhardschen Bibliothek, 1977 bis 2009 im Palais Bellevue und von 2009 bis 2023 im Südflügel des Kasseler Kulturbahnhofs. Im Dezember 2017 gab die Stadt Kassel bekannt, dass das Museum wieder in das Palais Bellevue umziehen soll. Die Wiedereröffnung erfolgte am 2. September 2023.
Im 1. Obergeschoss bietet es eine Einführung in das Leben des Musikers, die Räume der Dauerausstellung zeigen Möbel, Instrumente und Noten aus seinem Besitz. Die Besucher können sich nicht nur durch Klangeinspielungen mit der Musik beschäftigen, sondern an multimedialen Stationen auch selbst aktiv werden. Das 2. Obergeschoss weitet den Blick auf weitere Aspekte der Kasseler Musikgeschichte und bietet auch einen Raum für Wechselausstellungen. Das angeschlossene Archiv stellt einem Fachpublikum Notendrucke, Handschriften und weitere Dokumente von Louis Spohr und aus seinem Umfeld zur Verfügung. Seit 2016 ediert das Museum die Korrespondenz von Louis Spohr und stellt die kommentierten Texte online zur Verfügung.
Das Spohr Museum ist Mitglied der Arbeitsgemeinschaft Musikermuseen in Deutschland. 2011 erhielt die Internationale Louis Spohr Gesellschaft e.V. für das innovative Vermittlungskonzept des Spohr Museums den Kulturförderpreis der Stadt Kassel.
Im November 2019 verlieh das Hessische Ministerium für Wissenschaft und Kultur dem Spohr Museum die Auszeichnung „Museum des Monats“.